# 長岡望悠
長岡望悠（日语：／ NAGAOKA Miyu，1991年7月25日—）是日本女子排球運動員，目前效力的俱樂部為日本排球聯賽V.League Division 1的久光Springs，亦是日本女排代表，曾參加過2016年里約奧運。

## 生平
長岡望悠1991年7月25日出生於日本九州的福岡縣，是家中三姊妹的老么，小時候受到姊姊的影響開始打排球。

### 高中時期
2007年進入排球名門東九州龍谷高等學校，並在高二完成高校三冠（Inter-High、國體、春高）。同年5月，長岡代表日本參加在泰國舉辦的第6屆亞洲青少年排球錦標賽並拿到冠軍，自身也獲得MVP及最佳攻擊手殊榮。2008年，長岡代表日本參加在臺灣舉辦的亞洲青年排球錦標賽並隨隊獲得冠軍。

### 久光內定－里約奧運時期
2010年1月，久光製藥Springs（現久光Springs）宣布長岡望悠成為內定選手，並在同年作為日本B隊代表參加該年度亞洲盃，並獲得第4名。同年12月，長岡迎來了在V聯賽的初登場，該賽季長岡在26場比賽當中被登錄了18場。

2012年，長岡首度進入日本女排大名單，儘管沒有入選倫敦奧運陣容，但參加了該年度亞洲盃。

2012/13賽季，長岡以優異表現和球隊拿下睽違6年的聯賽冠軍，自身榮獲MVP及最佳六人兩項大獎；同年黑鷲旗同樣取得冠軍，長岡獲得最佳六人的獎項。

2013年，長岡作為日本代表出征各大國際賽，在亞錦賽取得銀牌、大冠軍盃取得銅牌。

2014年，長岡隨母隊久光製藥Springs參加亞洲排球俱樂部錦標賽並獲得冠軍，長岡榮獲MVP。隨後在世界女排大獎賽，日本隊獲得銀牌，長岡獲得最佳攻擊球員獎；同年的世錦賽，日本獲得第7名。

2015年，日本隊在世界盃以第5名作收。

2015/16賽季，久光睽違2年獲得冠軍，長岡榮獲MVP及最佳六人。同年的里約奧運資格賽在日本東京的東京體育館舉行，長岡代表日本女排以5勝2負的成績取得進軍里約的資格。

2016年里約奧運，日本女排在小組賽以2勝3負（分組第4）晉級八強，而在八強中以直落三不敵美國隊，長岡的首次奧運之旅以第5名結束。

### 2017年負傷－東京奧運時期
2017年3月4日，長岡在V聯賽的六強決賽對戰NEC的時候左膝受傷退場，並在同年5月完成手術並開始復健。儘管該年度日本女排大名單中一樣出現了長岡的名字，但長岡缺席了2017年所有的國內外賽事。

2018年，長岡依舊出現在了國家隊的大名單中，並被登錄在該年度女子排球國家聯賽名單，但沒有出賽紀錄。同年的雅加達亞運，長岡再次披上國家隊戰袍，這是他從2016年里約奧運以來睽違兩年再度站在國際賽場，也是長岡首次參與亞運會。在該屆賽事中，日本隊獲得第4名。

亞運結束後，長岡透過母隊久光製藥Springs宣布移籍義大利強豪球隊Imoco Volley Conegliano，時間為2018年10月15日到2019年6月15日。

2018年9月29日，世錦賽在日本開幕，長岡迎來了個人第2次世錦賽，最終日本獲得第6名。

世錦賽結束後，長岡啟程前往義大利，並很快在10月27日的開幕戰第2局替補上陣，這是他的義大利聯賽初登場。接下來的比賽，長岡的上場機會和時間都逐漸增多，但在12月2日與Club Italia Crai的比賽中，長岡的左膝不幸受傷。隨後長岡返回日本接受更進一步的檢查與治療，結束為期僅一個多月的義大利聯賽。12月17日，母隊久光製藥Springs公布長岡的傷為左膝前十字韌帶損傷，完全恢復預計要8個月。

長岡望悠從2012年首次出現在日本女排國家隊大名單之後就沒有缺席過，2019年是他首度沒有入選國家隊。同年7月1日，久光製藥Springs宣布長岡再入隊的消息，長岡將會一邊復健，一邊參與球隊的活動，但2019/20賽季，長岡沒有任何出賽紀錄。

2020年，為了備戰東京奧運，日本女排早早在國內聯賽還沒結束的1月27日就公布國家隊大名單，當時的長岡並不在名單內。然而隨著Covid-19疫情擴大，2020年3月24日，時任日本首相安倍晉三與國際奧會主席Thomas Bach開完會議之後發布聯合聲明，宣布東京奧運延後一年舉辦，日本女排的集訓計畫也隨之喊停。7月3日，日本排協宣布日本女排將於7月6日重新展開集訓，同時將長岡望悠追加召集到國家隊大名單中，長岡也在7月6日當天與國家隊合流，參與訓練。

2021年2月22日，日本女排公布國家隊名單，長岡名列其中。5月1日，在東京奧運排球比賽場館有明體育館舉行的「排球日本代表國際親善試合～東京Challenge2021～」的賽事，長岡被登錄在名單中並得到了登場的機會。儘管以直落三不敵中國女排，但長岡在賽後記者會表示這是一個很寶貴的機會，自己也得到很多收穫；時任日本女排總教練中田久美則認為能有效使用長岡的戰力是這場比賽最大的收穫。

2021年5月20日，日本排協公布該年度女子排球國家聯賽登錄名單，其中包含長岡望悠，但他沒有任何出賽紀錄。該屆賽事日本最終獲得第4名，也是日本女排首度晉級該賽事四強。

6月30日，日本女排公布參加東京奧運的12人名單，長岡沒有入選。延期一年的東京奧運，日本女排沒有能夠突破小組賽，最終以第10名結束賽事。

### 2022年－現在
2021/22賽季，一邊復健一邊訓練的長岡得到了為數不多的上場機會，33場例行賽當中被登錄3場，並有9局的出賽紀錄。東京奧運結束之後，中田久美辭任日本女排國家隊教練，並由曾帶領日本女排排拿下2012倫敦奧運銅牌的真鍋政義回鍋接手。2022年3月31日，日本女排公布大名單，長岡並未入選。

2022/23賽季，長岡復原狀況良好，得到了更多的出賽機會，在場上的時間也明顯變長，總計在33場例行賽當中被登錄了32場，並有89局的出賽紀錄；季後賽3場全部都有登錄，並有11局的出賽紀錄。

2023年3月27日公布的新年度日本女排大名單中，長岡的名字睽違兩年再度出現。總教練真鍋政義說：「長岡在聯賽中往往是以二換三的方式站在場上，但是在國家隊，我們將觀察他能不能夠打滿全場」。新年度的長岡身著1號球衣。

2023年5月13日，根據2023年女子排球國家聯賽官方網站，長岡被登錄於名單當中。

## 代表隊資歷
- 日本
  - 青少年代表：2007

  - 青年代表：2008

  - 成人隊代表：2012-2018、2020-2021、2023-

## 所屬球隊
- 東九州龍谷高校 (2007-2010)
- 久光製藥Springs (2010-2018)
- Imoco Volley Conegliano (2018-2019)
- 久光Springs (2019-)

## 參賽暨獲獎紀錄

### 國際賽
- 奧運會
  -  2016年：第5名

- 世界排球錦標賽
  -  2014年：第7名
  -  2018年：第6名

- 世界盃排球賽
  -  2015年：第5名

- 世界大冠軍盃排球賽
  -  2013年： 季軍

- 世界女排大獎賽
  -  2013年：第4名[67]
  -  2014年： 亞軍
    - 獲得最佳攻擊手

  -  2015年：第6名[68]
  -  2016年：第9名

- Montreux Volley Masters（英语：Montreux Volley Masters）
  -  2013年：第5名
    - 獲得最佳攻擊手

- 俄羅斯總統盃（英语：Boris Yeltsin Volleyball Cup）（又名葉爾辛盃）
  -  2014年：第4名[69]

- 世界女排俱樂部錦標賽
  - 2014年：第5名[70]
  - 2015年：第5名[71]
  - 2016年：第6名[72]

- 亞洲排球錦標賽
  -  2013年： 亞軍

- 亞洲運動會
  -  2018年：第4名

- 亞洲排球俱樂部錦標賽
  -  2014年： 冠軍[73]
    - 獲得最有價值球員（MVP）

  -  2015年： 亞軍[74]
    - 獲得最佳攻擊手